# Lucius Cary (10e vicomte Falkland)
Pour les articles homonymes, voir Lucius Cary (homonymie) et Cary.
Lucius Bentinck Cary (5 novembre 1803 – 12 mars 1884) est un administrateur colonial britannique et un homme politique libéral.

## Famille
Il est le fils de Charles John Cary, 9e vicomte Falkland, et de sa femme, Christiana. Il est devenu dixième vicomte Falkland en 1809, à l'âge de cinq ans après que son père ait été tué dans un duel.

## Carrière
Réformateur, Lord Falkland est élu à la Chambre des lords comme représentant des pairs écossais en 1831. Mais dès le 15 mai 1832, il est créé baron Hunsdon, de Scutterskelfe dans le comté de York, dans la Pairie du Royaume-Uni. Ce titre lui a donné un siège à la Chambre des Lords. Cinq ans plus tard, il est admis au Conseil Privé.
Il est devenu Gouverneur de la Nouvelle-Écosse en 1840, après le rappel de Sir Colin Campbell. Il s'est opposé au mouvement dirigé par Joseph Howe pour le Gouvernement responsable. Il a restructuré le Conseil Exécutif de la colonie en mettant des réformateurs, alors qu'il était jusque là dominé par les Tory. Mais il a refusé que le parti majoritaire à l'assemblée législative soit autorisé à former un gouvernement.
Son mandat prend fin en 1846. Il rentre en Angleterre et entre dans le gouvernement Whig de Lord John Russell en tant que Capitaine de la garde Yeomen de 1846 à 1848. L'année suivante, il est nommé gouverneur de Bombay, où il est resté jusqu'en 1853. Il retourne en Angleterre la même année, et plus tard sert comme magistrat dans le Yorkshire.

## Mariage et descendance
Lord Falkland épouse Lady Amelia FitzClarence (21 mars 1807 – 2 juillet 1858 à Londres), la fille illégitime du Roi Guillaume IV et de sa maîtresse, Dorothea Jordan, le 27 décembre 1830 au Pavillon Royal. La cérémonie a été célébrée par l'Évêque de Winchester et ils ont passé leur lune de miel à Cumberland Lodge. Ils ont un fils, Lucius William Charles Frederick Cary, Maître de Falkland (24 novembre 1831 – 6 août 1871), qui épouse Sarah Christiana Keighly (d. 4 octobre 1902), mais il est mort sans enfants. Lord Falkland est mort à Montpellier en mars 1884, âgé de 80 ans. Comme son seul fils est décédé avant lui, il est remplacé dans ses titres, de son jeune frère l'amiral de Plantagenet Pierrepont Cary.